# Contea di Xiyang
La contea di Xiyang (昔阳县S, Xīyáng XiànP) è una contea della Cina, situata nella provincia dello Shanxi e amministrata dalla prefettura di Jinzhong.